# Shay
Shay, pseudoniem van Vanessa Lesnicki (Brussel, 16 augustus 1990), is een Belgische rapper.
Shay is geboren in de de Belgische hoofdstad en groeide op tussen de gemeenten Sint-Jans-Molenbeek en Sint-Joost-ten-Node.  Haar vader is een Belg van Poolse afkomst en haar moeder is een Belgische van Congolese afkomst. Ze is de kleindochter van de Congolese zanger Tabu Ley Rochereau, de eerste zwarte artiest die optrad in het Olympia-theater te Parijs in 1970. Het was dan ook haar grootvader die haar de bijnaam Shay gaf, een naam die in de Yanzi-taal betekent "zij die licht brengt".
Als tiener belandde ze even op het verkeerde pad door te spijbelen en drugs te dealen, waarna haar ouders besloten haar een jaar naar Congo te sturen. Toen ze terug in België arriveerde besloot ze met haar broer en producer Le Motif muziek te maken. 
Het was de Franse rapper Booba die haar in 2011 ontdekte en uitnodigde om mee te werken aan de track Cruella die op zijn mixtape Autopsie Vol.4 stond. In 2014 richtte Booba het platenlabel 92.i op en contracteerde Shay.
De eerste single van Shay's beginnende carrière, genaamd PMW, werd uitgebracht in de zomer van 2016. Het ging platina in Frankrijk met meer dan 130 000 verkochte exemplaren. Haar eerste album, Jolie Garce, kwam vervolgens in december uit en bereikte nummer 48 in de Franse hitlijsten en nummer 60 in het Franstalige deel van België. Er zijn meer dan 50 000 exemplaren van verkocht in Frankrijk, waar het de goudstatus bereikte; twee singles van het album, Cabeza en Thibaut Courtois, behaalden ook de goudstatus.
In 2019 bracht Shay de singles Cocorico en Notif uit, die vooruitliepen op haar tweede album Antidote, dat in mei uitkwam. 
In 2022 werkte ze samen met de Belgische rapper Fresh aan het nummer Kobe.

## Discografie

### Albums
- 2016 – Jolie Garce
- 2019 – Antidote
- 2024 – Pourvu qu'il pleuve

### Singels
- 2013 – Perpétuié
- 2014 – Autour du nine
- 2015 – Par habitude
- 2015 – XCII
- 2016 – 1200
- 2016 – PMW
- 2016 – Biche
- 2016 – Cabeza
- 2016 – Thibaut Courtois
- 2018 – Jolie
- 2019 – Cocorico
- 2019 – Notif
- 2019 – Liquide (feat. Niska)